# Dhamnod
Dhamnod é uma cidade e uma nagar panchayat no distrito de Dhar, no estado indiano de Madhya Pradesh.

## Geografia
Dhamnod está localizada a 22° 13′ N, 75° 28′ L. Tem uma altitude média de 163 metros (534 pés).

## Demografia
Segundo o censo de 2001, Dhamnod tinha uma população de 26 270 habitantes. Os indivíduos do sexo masculino constituem 52% da população e os do sexo feminino 48%. Dhamnod tem uma taxa de literacia de 60%, superior à média nacional de 59,5%: a literacia no sexo masculino é de 68% e no sexo feminino é de 51%. Em Dhamnod, 15% da população está abaixo dos 6 anos de idade.